# Nabia Abbott
Nabia Abbott (* 31. Januar 1897 in Mardin, Südosttürkei; † 15. Oktober 1981 in Chicago) war eine US-amerikanische Islamwissenschaftlerin, Paläografin und Papyrologin. Sie war die erste Professorin für Orientalistik an der University of Chicago. Durch die Forschung erlangte sie auf dem Gebiet alter islamischer Schriftdokumente weltweite Anerkennung.

## Leben
Nabia Abbott wurde am 31. Januar 1897 in der Türkei geboren. Ihr Vater war ein christlicher Kaufmann, dessen geschäftliche Aktivitäten sie und ihre Familie zunächst nach Mosul brachten, dann nach Bagdad und schließlich nach Bombay. Dort besuchte sie verschiedene englischsprachige Schulen. Im Jahr 1919 studierte sie im College Isabella für Mädchen in Lucknow und absolvierte mit Auszeichnung ihr Studium.
Nach ihrem erfolgreichen Abschluss kehrte Nabia Abbott für eine kurze Zeit nach Mesopotamien (heute Irak) zurück. Sie war dort im Bildungswesen für Frauen tätig. Die Politikerin und Orientalistin Gertrude Bell bot ihr die Freundschaft an und unterstützte sie bei ihren Forschungen. Nach ihrer Arbeit im Irak zog sie im Jahr 1923 mit ihrer Familie in die Vereinigten Staaten, wo sie 1925 einen Masterabschluss an der Universität Boston erhielt. Von 1925 bis 1933 unterrichtete sie am Ashbury College in Wilmore, Kentucky Geschichte. 1933 wurde sie vom Oriental Institute der University of Chicago eingeladen. Sie war die erste Frau, die an den frühen islamischen Dokumenten arbeitete, welche sich im Besitz der Universität Chicago befanden. Sie blieb an der Universität Chicago bis zu ihrem Ruhestand im Jahr 1963.

## Leistungen
Nabia Abbott schrieb Werke zu verschiedenen Themen, war aber auch unter den ersten Gelehrten, die danach strebten, die Geschichte der muslimischen Frauen zu beschreiben. Sie war die erste arabisch-amerikanische Gelehrte, die die Geschichte der Frauen im mittleren Osten erforschte. Sie erwarb durch ihre Studien zur Entstehung der arabischen Schrift und zu den ältesten islamischen Schriftdokumenten internationale Anerkennung.
Im Jahr 1933 schrieb sie in Chicago ihre Doktorarbeit über eine Gruppe frühislamischer Papyri aus Ägypten. Seit dem Jahr 1939 erschienen ihre Bücher zur arabischen Paläographie. Sie schrieb Bücher über die Entstehung der nordarabischen Schrift und deren koranische Entwicklung. Von 1957 bis 1972 schrieb sie drei Bände über die Editionen literarischer Papyri. Durch ihre Werke über die „Frau im Orient“ wurde sie auch einem weiteren Publikum bekannt. Sie schrieb auch eine Biographie von Aisha, der Lieblingsgattin Mohammeds, die zwar heutigen Ansprüchen nicht mehr genügt, aber von großer wissenschaftsgeschichtlicher Bedeutung ist.

## Veröffentlichungen (Auswahl)
- The Monasteries of the Fayyum.  University of Chicago Press 1937 PDF.
- The Kurrah papyri from Aphrodito in the oriental Institute. University of Chicago Press 1938.
- The rise of the North Arabic script and its Kur’anic development, with a full description of Kur’an manuscripts in the Oriental Institute. University of Chicago Press 1939. ISBN 978-0-226-00070-1
- Aishah, the beloved of Mohammed. University of Chicago Press 1942. ISBN 978-0-86356-007-1
- Two Queens of Baghdad: Mother and Wife of Hārūn al Rashīd. University of Chicago Press 1946. ISBN 978-0-226-00073-2
- Studies in Arabic Literary Papyri 1. Historical Texts. University of Chicago Press, 1957.
- Studies in Arabic Literary Papyri 2. Qur'anic Commentary and Tradition. University of Chicago Press, 1967.
- Studies in Arabic Literary Papyri 3. Language and Literature. (Oriental Institute Publications) University of Chicago Press, 1972. ISBN 978-0-226-62178-4